# Alvin Avinesh
Alvin Avinesh (6 de abril de 1982) es un exfutbolista fiyiano que juabag como mediocampista.

## Carrera
Debutó en 2003 en el Lautoka FC y jugó allí hasta que en 2011 pasó al Labasa Football Association. En 2012 regresó al Lautoka, donde se retiró en 2016.

### Clubes
| Club                         | País | Año         |
| ---------------------------- | ---- | ----------- |
| Lautoka Football Association | Fiyi | 2003 - 2010 |
| Labasa Football Association  | Fiyi | 2011        |
| Lautoka Football Association | Fiyi | 2012 - 2016 |

### Selección nacional
Disputó con Fiyi la 2004 y 2012. A su vez, ganó la medalla de plata en los Juegos del Pacífico Sur 2007.